# أليساندرا أموروسو
أليساندرا أموروسو (ولدت في 12 أغسطس 1986 في جالاتينا ، مقاطعة ليتشي) مغنية وكاتبة أغاني ومنتجة وشخصية تلفزيونية. فازت في برنامج المواهب الإيطالي أميتشي دي ماريا دي فيليبي في عام 2009، منذ ذلك الحين بلغت جميع ألبوماتها الثمانية ذروتها في مخطط الألبومات الإيطالية وأصدرت أغنيات فردية وتعاونات ناجحة ، بما في ذلك ثلاث أغنيات رقم واحد ، باعت أكثر من 2.5 مليون سجل في إيطاليا.
في عام 2014 ، أصبحت أول فنانة إيطالية تفوز بجائزة إم تي في الموسيقى الأوروبية لأفضل عمل أوروبي ، وفازت بثلاث جوائز إم تي في الموسيقى الأوروبية ، وسبع جوائز ويند الموسيقية ، وتلقت العديد من الترشيحات في جوائز اختيار الأطفال وجوائز الموسيقى العالمية.